# Лобачи (Липецкая область)
Лобачи — деревня Кудрявщинского сельсовета Данковского района Липецкой области.

## География
Деревня находится рядом с автомобильной дорогой и на севере граничит с деревней Гугуевка.
Через Лобачи проходят просёлочные дороги, на её территории имеется пруд, южнее деревни большой водоём.

## Население
| 2010 |
| ---- |
| 14   |